# Колосович Людмила Леонідівна
Людмила Леонідівна Колосович (нар. 9 вересня 1963, селище Билбасівка, Слов'янський район, Донецька область, УРСР) — українська театральна режисерка, актриса. Заслужена артистка України (1996). Премія СТДУ (1991). З травня 2022 року — в.о. директорки-художньої керівниці Донецького обласного музично-драматичного театру (м. Маріуполь).

## Життєпис
Народилась 9 вересня 1963 року в селищі Билбасівка Слов'янського району Донецької області. Навчалася в українській школі.
Після закінчення 8-річної школи у 1979 році, вступила до Дніпропетровського державного театрального училища (випуск 1983-го року, диплом із відзнакою за спеціальністю «артистка театру ляльок»). Режисерську освіту здобула з 2005 по 2008 роки у Рівненському державному гуманітарному університеті на художньо-педагогічному факультеті (диплом із відзнакою за спеціальністю «режисер драматичного театру, викладач»).
Професійну діяльність розпочала у 1983 році у Львівському ТЮГу. Була ведучою артисткою, грала всі головні ролі тюгівського репертуару до 2004 року. Державну нагороду — почесне звання «Заслужена артистка України» — отримала у 1996 році.
З 2005 по 2008 роки працювала артисткою вищої категорії Драматичного театру Західного оперативного командування, з 2008 по 2009 — артистка вищої категорії у Муніципальному театрі, згодом перейменованого на Львівський драматичний театр ім. Лесі Українки, в період з 2009 по 2014 роки — художня керівниця цього театру.
З 2010 року займається викладацькою діяльністю. Будучи доцентом кафедри театрознавства та акторської майстерності у Львівському національному університеті ім. Івана Франка, випустила акторський курс (2010 — 2014) — на IV курсі практику студенти проходили у Вроцлавському університеті (Польща). У 2016 році — доцент кафедри акторів кіно Київського національного університету культури і мистецтв, у 2020-2021 роках — викладач Маріупольського фахового коледжу культури і мистецтв.
З 2014 року у статусі вільного художника втілила постановки в театрах України, серед яких: Волинський обласний академічний музично-драматичний театр імені Тараса Шевченка, Хмельницький обласний український музично-драматичний театр імені Михайла Старицького, Черкаський академічний обласний український музично-драматичний театр імені Т. Г. Шевченка, Кіровоградський академічний український музично-драматичний театр ім. М. Л. Кропивницького, Дніпровський міський телевізійний театр, Національний центр театрального мистецтва ім. Леся Курбаса. У 2019-у започаткувала власний театр «Solo».
З вересня 2020 року — режисерка-постановниця, а з травня 2022-го — в.о. директорки-художньої керівниці Донецького обласного музично-драматичного театру (м. Маріуполь). Чотири місяці по знищенню будівлі театру (16 березня 2022 року), в Ужгороді випустила прем'єру «Крик нації» про життя і долю одного з найактивніших представників українського дисидентського руху Василя Стуса.
Активно займається фестивальною, культурно-освітньою та громадською діяльністю. Є членкинею журі Всеукраїнського конкурсу виконавців художнього слова ім. Лесі Українки (м. Новоград-Волинський 2013, 2014, 2015); Всеукраїнського відкритого конкурсу читців ім. Т.Г.Шевченка (м. Краматорськ, 2017, 2018); Всеукраїнського відкритого конкурсу читців, поетів і художників «Любіть Україну!» ім. Володимира Сосюри (м. Слов'янськ, 2018, 2019, 2020, 2021); Відкритого театрального фестивалю «7 поверх збирає друзів» (м. Слов’янськ, 2015, 2016, 2017, 2018, 2019, 2021); Відкритого міського фестивалю-конкурсу театрального мистецтва «Театральні обрії» (м. Кривий Ріг, 2019, 2021); Всеукраїнського фестивалю театрального мистецтва «Мрій-Дім» (м. Прилуки, 2014); Обласного відкритого фестивалю театрального мистецтва «Театральна брама» (м. Маріуполь, 2019). Відзначена нагородами на багатьох міжнародних театральних фестивалях.
Родина
- Син — Станіслав Бжезінський (нар. 1984) — актор театру і кіно[10]
- Донька — Юлія Колосович (нар. 2001) — студентка Львівського державного університету внутрішніх справ

## Творчість

### Ранній період
По закінченню у 1983 році Дніпропетровського театрального училища (викладачі Валерій Бугайов, Віталій Ковалевський), поїхала за розподілом до Львова. Період з 1983 по 2007 роки — акторка Львівського ТЮГу. В репертуарі театру зіграла основні головні ролі (Буратіно за Олексієм Толстим, Том Соєр та Джейн Ґрей в п'єсах за Марком Твеном, Інфанта за Оскаром Вайлдом, Попелюшка та Маленька розбійниця в п'єсах за Євгеном Шварцем тощо). Наказом президента України від 1996 року отримала звання заслуженої артистки України. Освіту продовжила у Рівненському гуманітарному університеті, на кафедрі театральної режисури (викл. Ю. Мельничук), який закінчила у 2008 році.

### Львівський драматичний театр імені Лесі Українки
З 2005 року — акторка Львівського театру Західного оперативного командування (ЗахОК). На сцені цього театру ставить свою роботу на захист режисерського диплома Рівненського гуманітарного університету — вистава за п’єсою «Білий ангел з чорними крилами» сучасної білоруської драматургеси Діани Балико — історія про дівчину, яка захворіла на СНІД. Постановка отримала свого глядача, й регулярно збирала великі зали. З 2007-го року — режисерка цього театру.
Від директора театру Миколи Лисюка отримала запрошення стати художнім керівником театру, який майже не функціонував. На той момент Міністерство оборони України ухвалило рішення про недоцільне та збиткове утримання театру, й запустили у 2007 році процес ліквідації. На його базі у 2008 році було створено Муніципальний театр у підпорядкуванні Львівської міської ради. Перед новим керівництвом стояли завдання зі збалансування трупи, омолодження акторського складу, формування репертуару, перехід театру з російської на українську мову. У 2009 році Людмила Колосович приймає на себе посаду художньої керівниці, одночасно з цим починає викладати в Львівському національному університеті ім. Івана Франка, випускний акторський курс якого й стає основою трупи театру.
У творчому просторі було започатковано та проведено Всеукраїнський театральний фестиваль «Ні, я жива, я буду вічно жити!», присвячений 140-річчю від дня народження Лесі Українки та 100-річчю виходу у світ «Лісової пісні» (виступила авторкою ідеї та художньою керівницею фестивалю). У лютому 2011-го в рамках події постановки за творчістю поетки показали студенти Львівського національного університету ім. Івана Франка (літературно-музична композиція «Ра-Менеїс»), Інституту мистецтв Прикарпатського національного університету ім. Василя Стефаника (літературно-музична композиція «Твої листи…»), глядачі фестивалю змогли побачити версії драми-феєрії «Лісова пісня» у постановках Закарпатського державного російського драматичного театру, Закарпатського обласного театру ляльок «Бавка», першу дію «Лісової пісні» Андрія Приходька показав Львівський академічний театр імені Леся Курбаса. Свою прем'єру у Львівському Муніципальному театрі показала Людмила Колосович, яка членами журі була визнана найкращою на фестивалі.

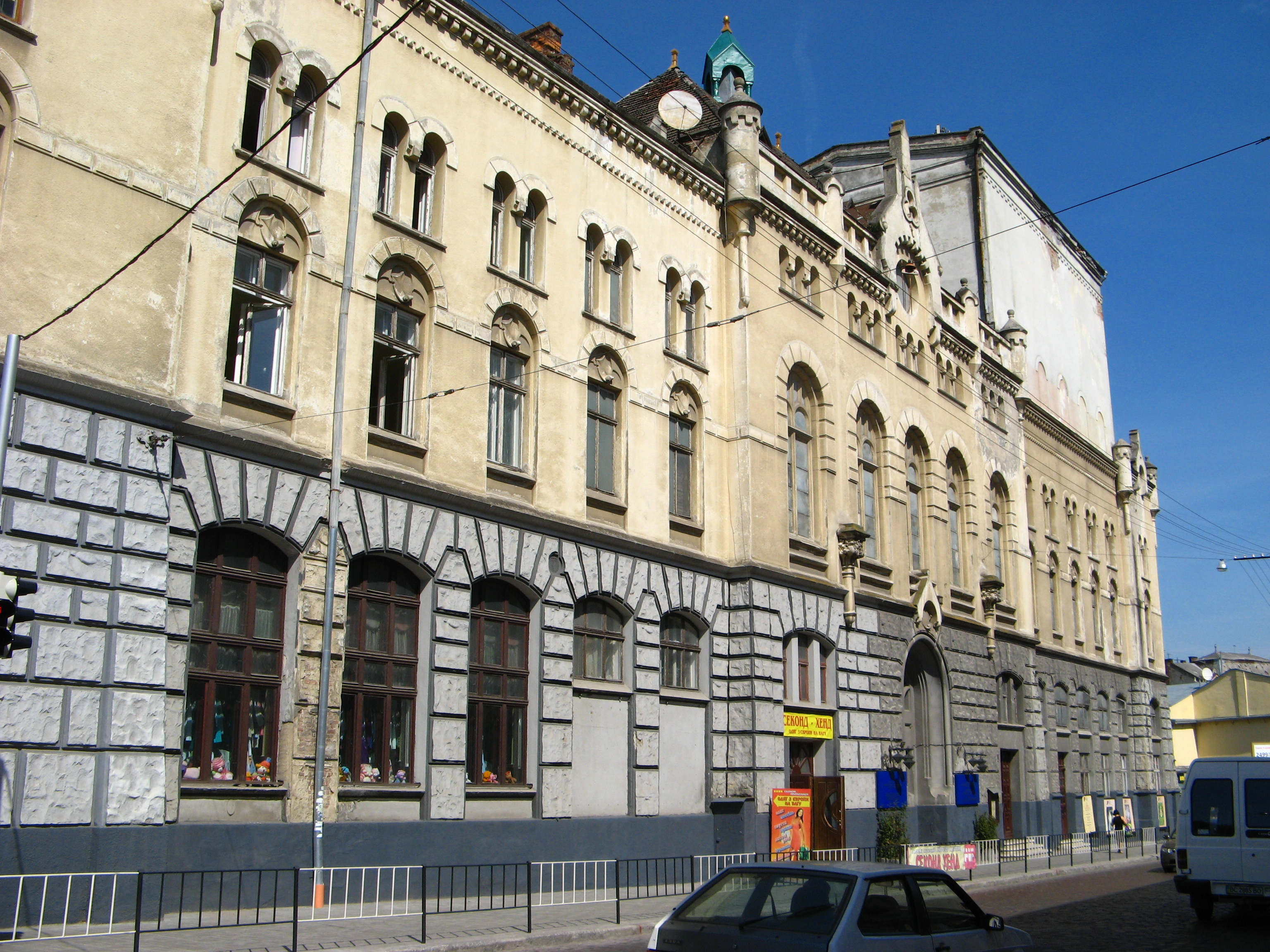
Львівський драматичний театр імені Лесі Українки (м. Львів, вул. Городоцька 36, 2012 рік)

Наступним керівним кроком став запуск процесу зі зміни назви театру. Ініціативна група подала клопотання щодо перейменування театру на честь видатної української письменниці Лесі Українки, з нагоди 140-ліття від дня її народження. Постійна депутатська комісія культури, промоцій, ЗМІ та туризму Львівської міської ради розглянула кілька звернень, заслухала директора театру Миколу Лисюка, художнього керівника трупи Людмилу Колосович та народну артистку Жанну Тугай. Рішення про перейменування ухвалили одностайно. Нова назва — Львівський драматичний театр імені Лесі Українки — від 2011 року. 
За час своєї роботи перезавентаженого театру Людмила Колосович поставила 15 вистав. До театру повернувся глядач, вистави отримували запрошення на міжнародні театральні фестивалі, колектив став їздити за кордон. Заробленим коштом вдалося зробити ремонт у приміщенні театру.
Останньою роботою режисерки у театрі Лесі Українки стала вистава «Стіна» за п'єсою Юрія Щербака, прем'єру якої було зіграно 7 березня 2014 року у переддень 200-річчя з дня народження Тараса Шевченка. За висловом театрознавці Майї Гарбузюк «робота над прем’єрою (у лютому) стала для митців особистим Майданом. Їхній творчий максималізм спричинився до того, що спектакль, наче крапля океанської води, увібрав у себе не лише візуальні та речові знаки Революції Гідності, а й відтворив у естетичному, професійному, громадянському сенсах її найістотніші риси». У виставі було задіяно чотирнадцять акторів з двадцяти, які складали трупу тогочасного театру. Художником виступила Оксана Радкевич, хореографом — Ксенія Рихальська. «Воістину живемо у дивовижний час: ще ніколи так карколомно і гарячково реалії з життя не перетворювались у свідомості митців на потужні художні символи. Ще ніколи так швидко не мужніла нація, і молодий театр в одній виставі так сміливо й рішуче не переростав самого себе, виборюючи право на серйозний, дорослий діалог із суспільством» — відмічає Майя Гарбузюк.
Виставу «Стіна» було зіграно всього декілька разів, та показано 24 травня на IX Міжнародному театральному фестивалі «Сцена людства» у Черкасах. Після завершення контракт Людмили Колосович у 2014 році виставу було знято з репертуару.

### Робота театрами України
Після завершення контракту у Львівському драматичному театрі ім. Лесі Українки, у якості запрошеного режисера працює у театрах Луцька, Хмельницького, Черкас, Кропивницького, Києва. Особливо плідною стала співпраця із Дніпром, де на сцені міського «Телетеатру» протягом 2015 — 2017 років вийшли шість вистав у режисурі Колосович. Зокрема, отримання дозволу на постановку абсурдиської п'єси «Хочеш, анекдот розкажу?» грузинського драматурга Лаші Бугадзе тривало протягом року, допоки режисерці вдалося поспілкуватися із автором та пояснити високий рівень актуальності для України того, що було ним написано про російсько-грузинську війну 2008 року. Вистава вийшла й була показана у тому числі на Міжнародному театральному фестивалі «Марія» в Києві.
Чотири втілення на різних театральних майданчиках витримала постановка вистави «Обережно — жінки!» за першою п'єсою білоруського драматурга Андрія Курейчика, написаної ним для студентського «капусника». Режисерка отримала дозвіл та виконала переклад українською ще для постановки на сцені Львівського драматичного театру. Але перша версія з'явилася вже у Луцьку, на сцені Волинського обласного академічного музично-драматичного театру ім. Тараса Шевченка 2014-го. Згодом «комедійні ситуації, в якій немає хороших і поганих героїв» відтворювалися у версіях в Дніпрі, Черкасах та  Кропивницькому.

### Театр «Solo»
Прем'єрою вистави «Frida» 18 січня 2019 року започатковує власний театр «Solo», за концепцією якого він не має постійного місця розташування, й подорожує разом із засновницею. В назві театру, за задумом авторки, відбивається не лише віртуозний виступ одного співака чи інструменталіста, а ще й факт самостійного досягнення власної своєї мети. Обидві прем'єри театру «Solo» було зіграно на сцені Київського національного центру театрального мистецтва ім. Леся Курбаса.
Першою роботою стала історія мексиканської художниці Фріди Кало, поставлена за п'єсою «Скажена голубка» сучасної української драматургині Тетяна Іващенко. Вистава вийшла під назвою «Frida», в якій «осмислення долі жінки в мистецтві фактично набуває театральної форми моновистави у драматичній грі Анжеліки Драпиковської та пластичному втіленні Ольги Тихоненко чи Вікторії Муштей». «Простір вистави — немовби пульсуючий шифр ситуацій, немає послідовної хронологічної розповіді про перебіг подій. Режисер «вихоплює» із п’єси драматичні моменти і через них будує напружену кардіограму життя з піками й падіннями відчуттів. Такий пунктир із найболісніших миттєвостей життя і творчості Фріди виглядає так, ніби режисер безжально «розбиває» дзеркало долі художниці, а потім ставить актрисі Анжеліці Драпіковській нездійснене завдання — збирати ті гострі скляні осколки, вдивлятися в них, переживаючи заново й намагаючись поновити, скласти, підігнати частини у ціле і врятувати. І свою долю, і себе…».
Друга прем'єра — моновистава за творами Остапа Вишні та Пантелеймона Куліша «Різдвяний сон кобили вороної» — виставу про Україну, яка народилася з алегоричного оповідання Остапа Вишні про стару конячку, яка згадує добу своєї молодості, допоки її не продали на ярмарку, після чого били та знущалися. Виставу зіграла акторка Тетяна Тушич.

### Донецький академічний обласний драматичний театр (м. Маріуполь)

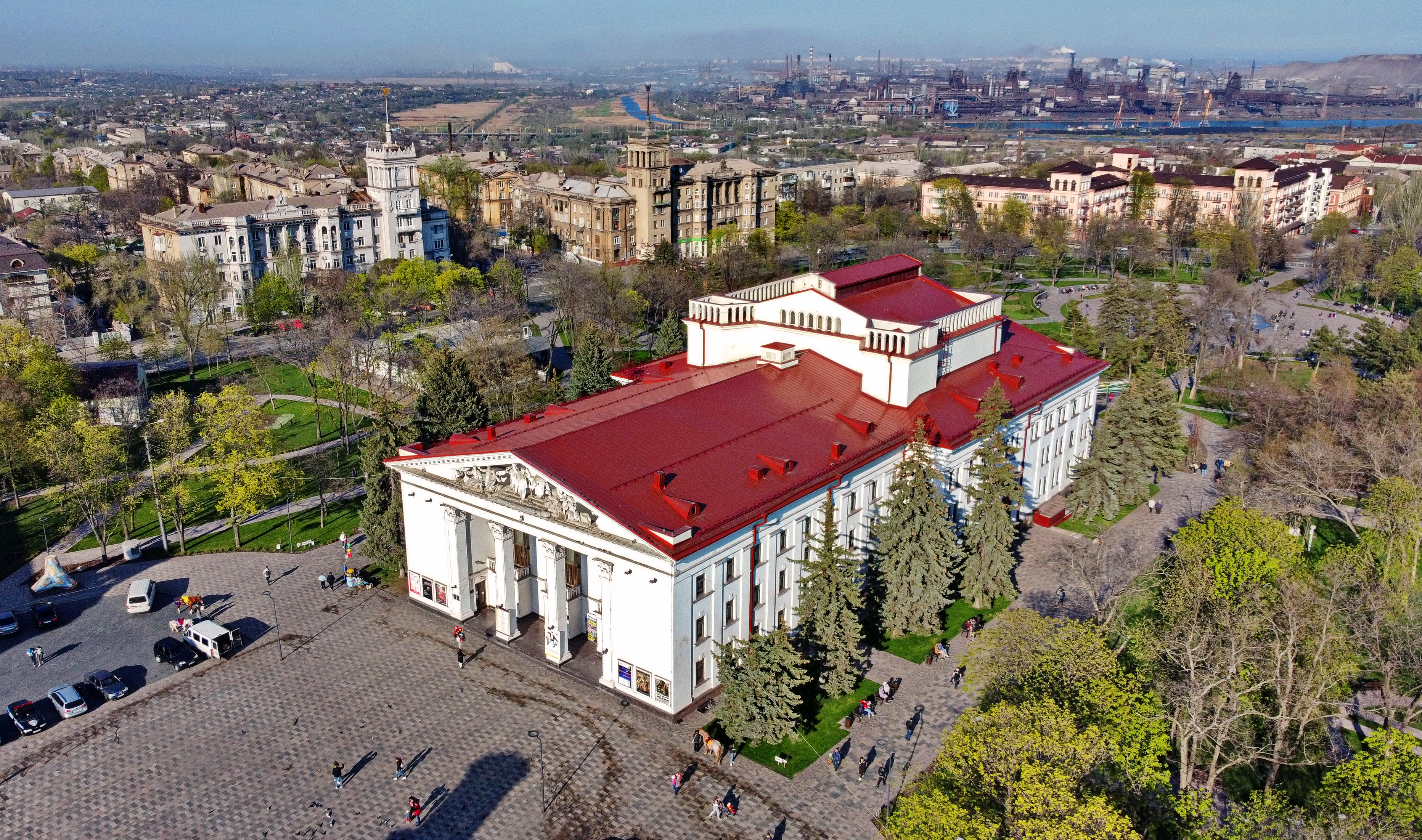
Донецький академічний обласний драматичний театр (м. Маріуполь, пл. Театральна, 1, 2021 рік)

З 2020 року — режисерка-постановниця Донецького академічного обласного драматичного театру (м. Маріуполь).
Перша постановка режисерки враховувала юний вік акторки (моновиставу зіграла 26-річна Віра Шевцова), і географічне розташування міста Маріуполя (20 км від зони воєнних дій: «щось таке тепле, душевне, давно забуте. Аби глядачі прийшли до театру й забули на деякий час про те, що коїться на вулиці…» — таким стало оповідання «Вірочка» Антона Чехова. Матеріал максимально несценічний, в якому відсутня дія, де все відбувається лише всередині світу героїні. Вистава вийшла в інсценізації, музичному оформленні, постановці та українському перекладі Людмили Колосович, яка добирала «найцікавіші українські слова, щоби глядач закохався в лірично-поетичний текст Чехова в українському перекладі». За висловом театрального критика із Мінська (Білорусь) Дмитра Єрмоловича-Дащинського, після перегляду вистави на XXII Міжнародному театральному фестивалі «Мельпомена Таврії» в Херсоні, «вистава має терапевтичну дію. А це дуже важливо для тих областей, які обпалила війна».
Далі були постановки  «Frida» за Тетяною Іващенко (також сценографка), «Кохання дона Перлімпліна» за Федеріко Гарсія Лоркою (також перекладачка та авторка музичного оформлення). До Дня Незалежності України 2021 року відбулася прем'єра вистави «Маруся» за історичним романом у віршах «Маруся Чурай» Ліни Костенко (також авторка інсценізації та музичного оформлення).

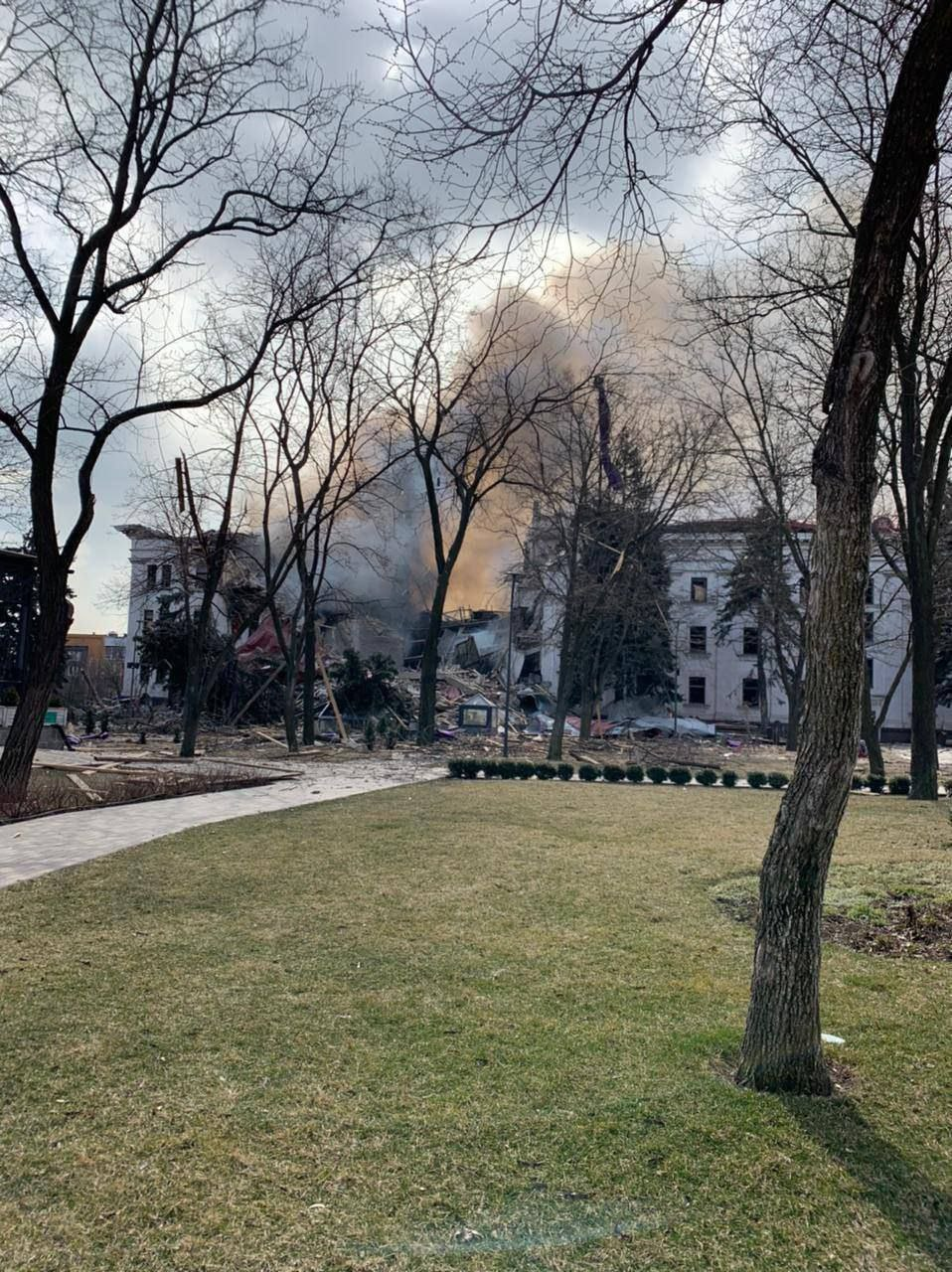
Пошкодження Донецького академічного обласного драматичного театру після авіаудару (м. Маріуполь, пл. Театральна, 1, 16 березня 2022 року)

З 24 лютого 2022 року Російська Федерація розпочала військове вторгнення в Україну, що призвело до запровадження воєнного стану в країні, театр припинив свою роботу, а 16 березня російські війська скинули на театр надпотужну бомбу. Реакцією на подію стало звернення Людмили Колосович на сторінках щоденної газети «День» зі словами: «Чуєте!!! Я вас, «брати», ніколи не пробачу, ніколи! Орки — ви не зможете вбити нашу українську культуру, навіть, якщо зруйнуєте приміщення театру, навіть якщо вбиватимете акторів! Ми маємо генетичну пам’ять, ми маємо глибоке коріння! І ми відродимося, ми проростемо знову і знову на нашій українській землі, якби ви, падлюки, не намагалися нас знищити! Ми обов’язково переможемо! Слава українському Театру! Слава нашій Україні! Слава нашим Героям!».
Рішення про відновлення роботи Донецького драматичного театру підписав начальник Донецької обласної військової адміністрації Павлом Кириленко. Виконуючою обов'язки директорки-художньої керівниці театру з 6 травня 2022 призначено Людмилу Колосивич. Розпочинати довелося фактично з нуля — від адміністративних та організаційних питань, до творчих проблем. З колективу понад 200 осіб до Ужгорода переїхали всього 13 членів колективу, з яких актори — лише семеро. Частина колективу заявила про свою не згоду працювати під керівництвом Колосович. Репетиції та прем'єра відбулася на сцені Закарпатського музично-драматичного театру ім. братів Юрія-Августина та Євгена Шерегіїв в Ужгороді.
Першою постановкою відновленого театру стала вистава Людмили Колосович «Крик нації» про життя і долю Василя Стуса. Звернення театру до українського поета-шістдесятника стала символічною, виходячи з його постаті, прямим зв’язком із Донеччиною, подібністю боротьбі за українську мову та культуру, її вільний розвиток та представленість у світовій культурі. Проте, жодна з існуючих п'єс та кіносценаріїв про Стуса не відповідав запиту: «нам потрібно щось гостріше, сучасніше. У час, коли йде війна, не можна ставити „лайтову версію“ Стуса. І ми організували творчу лабораторію з акторами: Олена Біла та двоє молодих хлопців — Дмитро Муранцев та Максим Філіппов, які тільки до нас долучилися, я — ми вчотирьох написали «Крик нації», це наша версія життя і долі Василя Стуса» — пояснює задум Людмила Колосович.
Прем'єрні покази «Крику нації» пройшли із переаншлагами, в результаті чого керівництво театру організувало додаткові вистави. Критика порівняла виставу із «античною трагедією»: «на сцені, крім головного героя, ще шестеро, які дивним чином зливаються воєдино попри всю різношерстість» (доктор історичних наук Сергій Федака), відмітила роботу як «потужний заклик боронити Україну від агресора» (театрознавця Наталія Потушняк), вказала на «стратегічно точним та репертуарно вірним був вибір <…> тематики вистави. Вона засвідчує художню та громадянську позицію українських митців з Маріуполя, яка сьогодні є визначальною у нашій боротьбі з ворогом» (кандидат мистецтвознавства Світлана Максименко).
Журналістка «Укрінформу» Тетяна Когутич припустила, що «після прем'єри їх називатимуть „стусівцями“ — адже вони, як і поет колись, не склали зброї перед ворогом. „Терпи, терпи — терпець тебе шліфує, сталить твій дух — тож і терпи, терпи. Ніхто тебе з недолі не врятує, ніхто не зіб'є з власної тропи“, — пам'ятаєте зі школи завчені Стусові рядки? Вистава стусівців із Маріуполя — якраз про це».

## Театральні роботи

### Акторка
Людмила Колосович — різнопланова актриса, яка майстерно виступає у травестійному та гострохарактерному амплуа; акторській манері властиві цілісність у створенні сценічного образу, деталізація характерів героїв із чіткими внутрішнім і зовнішнім малюнками ролі.
- «Назар Стодоля» Тараса Шевченка; реж. Мирон Лукавецький — Стеха
- «Перстень спокуси» за Іваном Франком; реж. Петро Ластівка — Княгиня Ніна
- «Тарас» Богдана Стельмаха; реж. Сергій Проскурня — Ядзя Гусиківська
- «На перші гулі» Степана Васильченка — Олена
- «Іменем революції» Михайла Шатрова — Петько
- «Попелюшка» Євгена Шварца — Попелюшка
- «Снігова королева» Євгена Шварца; реж. Мирон Лукавецький — Маленька розбійниця
- «Пригоди Буратіно в Країні Дурнів» за казкою Олексія Толстого; реж. Ада Куниця — Буратіно
- «Зоряний хлопчик» за Оскаром Вайлдом — Інфанта
- «Том Соєр» за романом Марка Твена; реж. Мирон Лукавецький — Том Соєр
- «Принц і жебрак» за романом Марка Твена; реж. Володимир Борисяк — Джейн Ґрей
- 1996 — «Одержима» моновистава за поемою Лесі Українки; реж. Микола Яремків

### Режисерка
Режисерським роботам Людмили Колосович притаманне вдале поєднання авангардизму із реалістичністю. Вдається до експериментів зі сценічним простором (постановки у форматі «сцена на сцені» — «Вірочка», «Крик нації»), залучення до акторства супровідних професій (монтувальників сцени в «Анатомії театру» грають самі монтувальники сцени) тощо.
Львівський академічний драматичний театр імені Лесі Українки
під назвою «Львівський драматичний театр Західного оперативного командування»
- 2007 — «Білий ангел з чорними крилами» Діани Балико

під назвою «Львівський муніципальний театр»
- 2008 — «Пригоди невгамовного Зайчика та Червоної Шапочки» Людмили Колосович за мотивами казки братів Грімм
- 2009, 13 червня — «Скандал без антракту» за п'єсою «Кішки-мишки» Олександра Марданя[51]
- 2010 — «Дорога до Віфлеєму» Сергія Ковальова
- 2010 — «Лісова пісня» за п'єсою Лесі Українки
- 2011 — «Вертеп» Ігоря Павлюка
- 2011 — «Великі подвиги маленького Ріккі-Тіккі-Таві» за оповіданням Редьярда Кіплінга[52]

під назвою «Львівський драматичний театр ім. Лесі Українки»
- 2011 — «Четвертий кут для любовного трикутника» Яан Тятте
- 2012 — «І все-таки я тебе зраджу» Неди Нежданої
- 2012 — «Моя дорога Памела, або Як уколошкати стареньку» Джона Патріка
- 2012 — «Анатомія театру» за Карелом Чапеком (худ. Наталія Руденко-Краєвська)[50]
- 2013 — «Собака за сіні» за однойменною п'єсою Лопе де Вега
- 2013 — «Вінні Пух та всі-всі-всі» Ігоря Юзюка за казками Алана Мілна
- 2014 — «Загублений хвіст або Як Вінні Пух допоміг Іа-іа» Ігоря Юзюка за казками Алана Мілна
- 2014, 7 березня — «Стіна» Людмили Колосович за творами Тараса Шевченка та Юрія Щербака (худ. Оксана Радкевич, хор. Ксенія Рихальська)[17][53][54][55][56]

Різні театри
- 2014 — «Одержима» за поемою Лесі Українки (Львівський національний університет імені Івана Франка)[57]
- 2014 — «Обережно — жінки!» Андрія Курейчика[ru] (Волинський обласний академічний музично-драматичний театр імені Тараса Шевченка, м. Луцьк)
- 2016 — «Ханума» за однойменною п'єсою[ka] Авксентія Цагарелі[ka] (Хмельницький обласний український музично-драматичний театр імені Михайла Старицького)
- 2017 — «Обережно — жінки!» Андрія Курейчика (Черкаський академічний обласний український музично-драматичний театр імені Т. Г. Шевченка)[58][59]
- 2018 — «Собака на сіні» за однойменною п'єсою Лопе де Вега (Хмельницький обласний український музично-драматичний театр імені Михайла Старицького)
- 2019, 7 березня — «Обережно — жінки!» Андрія Курейчика (Кіровоградський академічний український музично-драматичний театр ім. М. Л. Кропивницького)[19]
- 2019, 11 червня — «Жіноча логіка» Анатолія Крима (Черкаський академічний обласний український музично-драматичний театр імені Т. Г. Шевченка)[60]

Дніпропетровський Телетеатр
- 2015 — «Обережно — жінки!» Андрія Курейчика
- 2015 — «Вінні-Пух і всі-всі-всі» за казками Алана Мілна
- 2016 — «Жінка, яка йшла поруч…» за п’єсою «Таїна буття» Тетяни Іващенко[61]
- 2016 — «Кохання на чотири персони» Яан Тятте
- 2017 — «Хочеш, анекдот розкажу?» Лаші Бугадзе
- 2017 — «Скажена голубка» Тетяни Іващенко

Театр «Solo» (спільно із Національним центром театрального мистецтва ім. Леся Курбаса, м. Київ)
- 2019, 18 січня — «Frida» за п'єсою «Скажена голубка» Тетяни Іващенко[6][21][22]
- 2019, 29 грудня — «Різдвяний сон кобили вороної» моновистава за творами «Різдвяний сон кобили вороної» і «Ярмарок» Остапа Вишні та «Вертеп» Пантелеймона Куліша (моновистава у виконанні Тетяни Тушич)[20][62][63][23]

Донецький академічний обласний драматичний театр (м. Маріуполь)
- 2020, 23 липня — «Вірочка» лірична комедія на одну дію, моновистава Людмили Колосович за однойменним оповіданням Антона Чехова (худ. Анна Апельт-Матвейчук)[64][24][27]
- 2020, 2 грудня — «Frida» сповідь за п'єсою «Скажена голубка» Тетяни Іващенко[65][27]
- 2020 — «Різдвяна коляда» театралізоване дійство на основі автентичних колядок і щедрівок Донеччини
- 2021, 20 березня — «Кохання дона Перлімпліна» гра дуенде Федеріко Гарсія Лорки (худ. Анна Апельт-Матвейчук)[66][27]
- 2021, 24 серпня — «Маруся» Людмили Колосович за історичним романом у віршах «Маруся Чурай» Ліни Костенко[27]
- 2022, 16 липня — «Крик нації» Людмили Колосович, Олени Білої та акторів театру[67][68][69]
- 2022, 25 грудня — «Вертеп Донеччини» за мотивами п’єси «Іродова морока» Пантелеймона Куліша із використанням автентичних колядок і щедрівок Донеччини[70]
- 2023, 20 травня — «Приголомшена Тетяна» Лаши Бугадзе[71][72][73]

### Перекладачка
Для власних постановок виконала переклад п'єс з російської на українську мову:
- 2007 — «Білий ангел з чорними крилами» Діани Балико
- 2010 — «Дорога до Віфлеєму» Сергія Ковальова
- 2011 — «Четвертий кут для любовного трикутника» Яан Тятте[en]
- 2014 — «Обережно — жінки!» Андрія Курейчика
- 2019 — «Жіноча логіка» Анатолія Крима
- 2020 — «Вірочка» оповідання Антона Чехова[24]

### Художниця-постановниця
- 2010 — «Дорога до Віфлеєму» Сергія Ковальова (Львівський муніципальний театр)
- 2016 — «Жінка, яка йшла поруч…» за п’єсою «Таїна буття» Тетяни Іващенко (Дніпровський міський телевізійний театр)[61]
- 2017 — «Скажена голубка» Тетяни Іващенко (Дніпровський міський телевізійний театр)
- 2019 — «Frida» за п'єсою «Скажена голубка» Тетяни Іващенко (Театр «Solo» спільно із Національним центром театрального мистецтва ім. Леся Курбаса, м. Київ)
- 2019 — «Різдвяний сон кобили вороної» за творами Остапа Вишні та Пантелеймона Куліша (Театр «Solo» спільно із Національним центром театрального мистецтва ім. Леся Курбаса, м. Київ)
- 2020 — «Frida» за п'єсою «Скажена голубка» Тетяни Іващенко (Донецький академічний обласний драматичний театр, м. Маріуполь)

## Участь у фестивалях
- 2011 — ХІІІ Міжнародний театральний фестиваль «Мельпомена Таврії» (м. Херсон) — вистава «Лісова пісня» (Львівський муніципальний театр)
- 2011 — Всеукраїнський театральний фестиваль вистав за п’єсами Лесі Українки (м. Луцьк) — вистава «Лісова пісня» (Львівський муніципальний театр)
- 2012 — XXVI Міжнародний фестиваль літератури і мистецтв «Лесині джерела» (м. Новоград-Волинський) — вистава «І все-таки я тебе зраджу» (Львівський драматичний театр ім. Лесі Українки)
- 2012 — IV Всеукраїнський театральний фестиваль «Коломийські представлення» (м. Коломия) — вистава «І все-таки я тебе зраджу» (Львівський драматичний театр ім. Лесі Українки) — відзнака журналістського журі
- 2012 — Х Всеукраїнський театральний фестиваль «Тернопільські театральні вечори. Дебют» (м. Тернопіль) — вистава «І все-таки я тебе зраджу» (Львівський драматичний театр ім. Лесі Українки) — диплом «За честь, достоїнство і вірність професії» за відродження театру[74]
- 2013 — XIV Міжнародний фестиваль етнічних театрів України, держав СНД та Карпатського Євро регіону «Етно-Діа-Сфера» (м. Мукачево) — вистава «Моя дорога Памела або Як уколошкати стареньку» (Львівський драматичний театр ім. Лесі Українки)
- 2013 — XXVI Міжнародний фестиваль літератури і мистецтв «Лесині джерела» (м. Новоград-Волинський) — вистава «Лісова пісня» (Львівський драматичний театр ім. Лесі Українки)
- 2013 — V Всеукраїнський театральний фестиваль «Коломийські представлення» (м. Коломия) — вистава «Великі пригоди маленького Ріккі-Тіккі-Таві» (Львівський драматичний театр ім. Лесі Українки)[52]
- 2013 — ІІ Регіональний фестиваль «На краю осені з Мельпоменою» (м. Хмельницький) — вистава «Собака на сіні» (Львівський драматичний театр ім. Лесі Українки) — «Краща режисерська робота»
- 2013 — IV Міжнародний фестиваль театральних шкіл «SINT» (м. Бекешчаба, Угорщина) — вистава «Собака на сіні» (Львівський драматичний театр ім. Лесі Українки)
- 2014 — IX Міжнародний театральний фестиваль «Сцена людства» (м. Черкаси) — вистава «Стіна» (Львівський драматичний театр імені Лесі Українки)[18]
- 2014 — Х Міжнародний театральний фестиваль жіночих монодрам «Марія» (м. Київ) — моновистава «Одержима» (Львівський національний університет імені Івана Франка)
- 2016 — III Міжнародному фестивалі українського театру «Wschod-Zachod» (м. Краків, Польща) — моновистава «Жінка, яка йшла поруч…» (Телетеатр, м. Дніпро)[75]
- 2016 — XIII Міжнародний театральний фестиваль жіночих монодрам «Марія» (м. Київ) — моновистава «Жінка, яка йшла поруч…» (Телетеатр, м. Дніпро)
- 2017 — XXIII Фестиваль-конкурс на здобуття вищої театральної нагороди Придніпров’я «Січеславна-2017» (м. Дніпро) — моновистава «Жінка, яка йшла поруч…» (Телетеатр, м. Дніпро)
- 2017 — І Відкритий фестиваль української драматургії «Дніпро.Театр.Ua» (м. Дніпро) — моновистава «Жінка, яка йшла поруч…» (Телетеатр, м. Дніпро)[76][77].
- 2017 — XIV Міжнародний театральний фестиваль жіночих монодрам «Марія» (м. Київ) — вистава «Хочеш, анекдот розкажу?» та моновистава «Жінка, яка йшла поруч…» (Телетеатр, м. Дніпро)[11][78]
- 2018 — XXIV Фестиваль-конкурс на здобуття вищої театральної нагороди Придніпров’я «Січеславна-2018» (м. Дніпро) — вистава «Хочеш, анекдот розкажу?» та виставою «Скажена Голубка» (Телетеатр, м. Дніпро) — «Краща хореографія» (Ольга Тихоненко) та «Краща режисерська робота» (Людмила Колосович)[79]
- 2018 — ХХ Міжнародний театральний фестиваль «Мельпомена Таврії» (м. Херсон) — вистава «Скажена голубка» (Телетеатр, м. Дніпро)[80]
- 2018 — XIV Міжнародний театральний фестиваль жіночих монодрам «Марія» (м. Київ) — вистава «Скажена голубка» (Телетеатр, м. Дніпро)[81]
- 2018 — ХІІІ Регіональний театральний фестиваль комедії «Золоті оплески Буковини» (м. Чернівці) — вистава «Собака на сіні» (Хмельницький обласний український музично-драматичний театр імені Михайла Старицького)[82]
- 2019 — XVII Всеукраїнський театральний фестиваль «Тернопільські театральні вечори. Дебют» (м. Тернопіль) — вистава «Обережно — жінки!» (Черкаський академічний обласний український музично-драматичний театр імені Т. Г. Шевченка)[83]
- 2019 — ІІ Міжнародний фестиваль моновистав «Монологи над Ужем» (м. Ужгород) — вистава «Frida» (НЦТМ ім. Леся Курбаса та Театр «Solo», м. Київ)[11]
- 2020 — Міжнародний театральний фестиваль камерних вистав «Andriyivsky Fest 2019-2020» (м. Київ) — вистава «Обережно — жінки!» (Кіровоградський академічний український музично-драматичний театр ім. М. Л. Кропивницького) — Найкращий акторський ансамбль[84][19]
- 2020 — XXII Міжнародний театральний фестиваль «Мельпомена Таврії» (м. Херсон) — вистава «Вірочка» (Донецький академічний обласний драматичний театр, м. Маріуполь) — «Краще музичне оформлення» (режисер-постановник, музичне оформлення — Людмила Колосович)[85][25]
- 2021 — ІІ Обласний відкритий фестиваль «Театральна брама» (м. Маріуполь) — вистави «Кохання дона Перлімпліна» та «Маруся» (Донецький академічний обласний драматичний театр, м. Маріуполь) — Гран-прі (вистава «Маруся»)[86]
- 2021 — III Всеукраїнський фестиваль «СвітОгляд» (м. Сєвєродонецьк) — вистава «Frida» (Донецький академічний обласний драматичний театр, м. Маріуполь)[87]
- 2022 — XXIV Міжнародний театральний фестиваль «Мельпомена Таврії» (онлайн) — вистава «Маруся» (Донецький академічний обласний драматичний театр, м. Маріуполь)[88][89]
- 2022 — LII Театральний фестиваль «Вересневі самоцвіти» (м. Кропивницький) — вистава «Крик нації» (Донецький академічний обласний драматичний театр, м. Маріуполь) — Найкращий акторський ансамбль

## Нагороди та визнання
- 1991 — Премія Національної спілки театральних діячів України
- 1996 — Заслужена артистка України